# 20835 Елісадкок
20835 Елісадкок (20835 Eliseadcock) — астероїд головного поясу, відкритий 24 жовтня 2000 року.
Тіссеранів параметр щодо Юпітера — 3,374.